# Eucelatoria longula
Eucelatoria longula là một loài ruồi trong họ Tachinidae.